# Коробейник

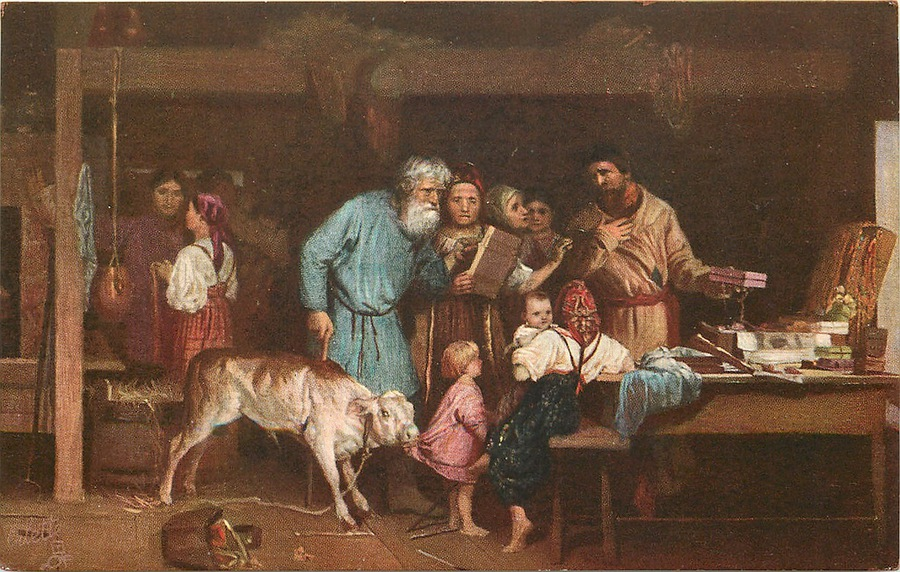
Н. А. Кошелев. Офеня-коробейник, 1865 год.

Коробе́йник — в западных губерниях Российской империи название мелкого торговца-разносчика из-за его короба (котомки из коры), в котором он разносил свой мелкий галантерейно-мануфактурный товар по деревням.
Однако было множество офеней, не ходивших с коробами, а возивших свои товары на телегах, имевших лавки и державших мальчиков и приказчиков для посылок.
Родина коробейников (офеней) — село Алексино, Савинского района, Ивановской области.
Ныне Объект культурного наследия «Алексино — родина коробейников»
Предмет торговли коробейника был, главным образом, галантерейный товар и разные мелкие вещи, необходимые в крестьянском быту. Успеху торговли коробейников способствовали дальность расстояния поселений от лавок и готовность принимать в уплату не деньги, а разные предметы.
На рубеже XX—XXI веков термин возродился в России для ироничного названия торговцев, привозящих мелкие партии товаров из-за рубежа, — так называемых «челноков».

## В культуре
- Поэма «Коробейники» Николая Некрасова (1861), впоследствии ставшая одноименной русской народной песней
- «Коробейник» — цыганский романс, популярный в предреволюционные годы.[4]
- «Коробейники» (1910) — немой фильм режиссёра Василия Гончарова.
- Повесть «Коробейники» Арнольда Каштанова (1981)
- Одна из русских скороговорок начинается так: «Из-под Костромы, из-под Костромщины шли с коробами четыре мужчины…»